# Richard Rydze
Richard Rydze   (Pittsburgh, 15 de març de 1950 - Pittsburgh, 28 de novembre de 2023) és un saltador estatunidenc, ja retirat, que va competir durant les dècades de 1960 i 1970.
El 1972 va prendre part en els Jocs Olímpics d'Estiu de Múnic i 1968, on guanyà la medalla de plata en la prova de palanca de 10 metres del programa de salts.
En el seu palmarès també destaca una medalla de plata als Jocs Panamericans de 1971 i 1963 i una d'or, una de plata i una de bronze als Jocs Centreamericans i del Carib de 1954 i 1962.
Estudià a la Universitat de Michigan i es doctorà en medicina a la Universitat de Pittsburgh. Va ser un dels metges de l'equip dels Pittsburgh Steelers des del 1985 fins al juny del 2007. El 17 de octubre de 2012 va ser acusat de distribuir il·legalment esteroides, hormones de creixement i altres substàncies dopants per la qual cosa va comparèixer davant el tribunal a Pittsburgh el 19 d'octubre de 2012.